# Пече
Пече (словен. Peče) — поселення в общині Моравче, Осреднєсловенський регіон, Словенія. 
Висота над рівнем моря: 439,2 м.